# 建築

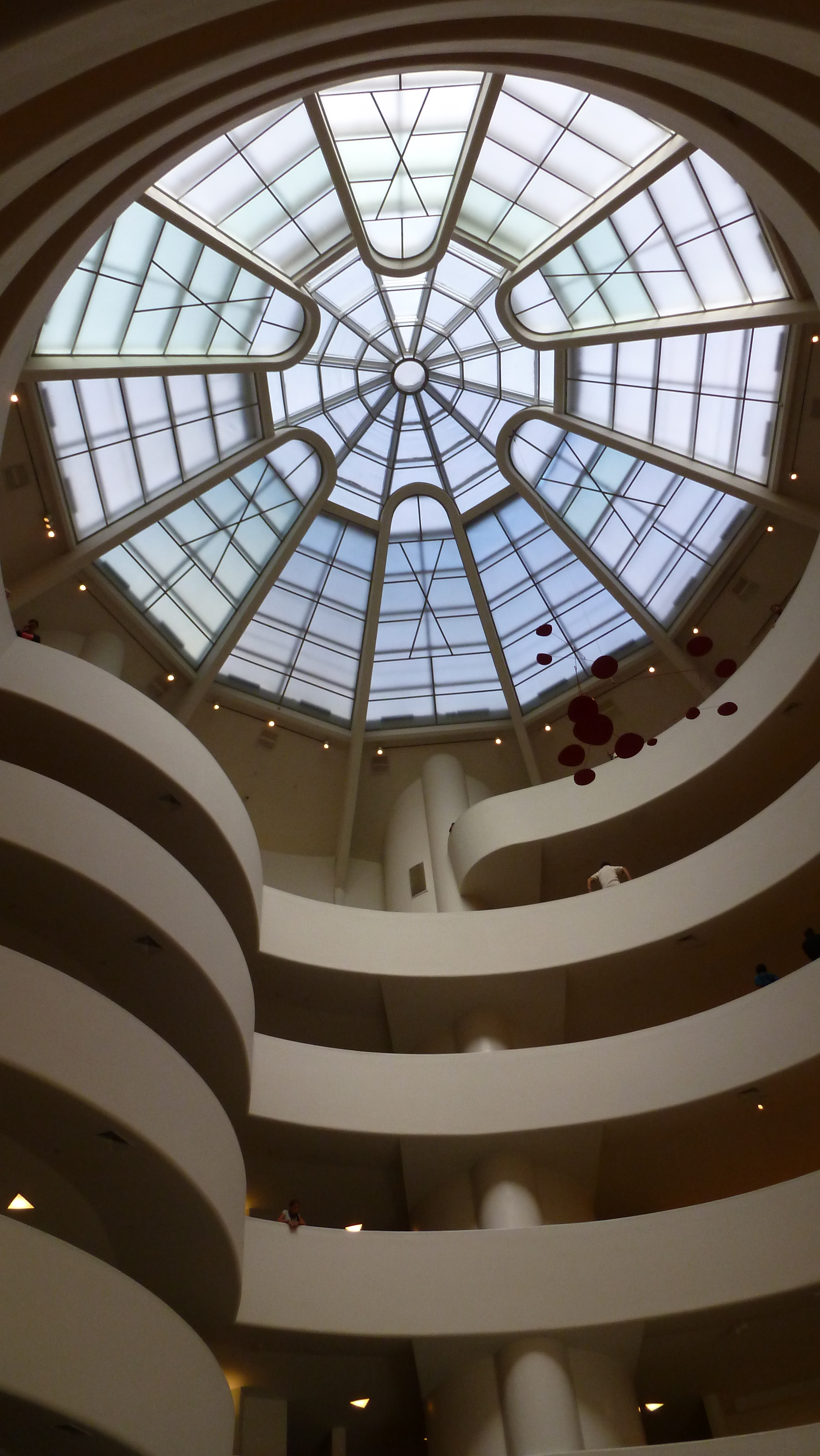
フランク・ロイド・ライトによるソロモン・R・グッゲンハイム美術館のアトリウム。「建築」は内部に空間を持つ構造物についての行為である。

建築（けんちく、英語: architecture）とは、人間が活動するための空間を内部に持った構造物を、計画、設計、施工そして使用するに至るまでの行為の過程全体、あるいは一部のこと。

## 定義

### 建築物と建築
建築の原語である"Architecture"は、個々の建物ではなく、建物を造る行為（過程、技術）を指す。
個々の建物（Building）を示す場合は「建築物」と呼ぶべきところであるが、実際には混同されて使われることも多い。
共和政ローマ時代の建築家、ウィトルウィウスが著した、現存する最古の建築理論書「建築書（建築論、建築十書とも）」によると、用（utilitas）・強（firmitas）・美（venustas）を兼ね備えることが求められるものであり、これを実現する為に、芸術的かつ科学的見地に立たねばならないとされる。
建築の対象を大きく捉えると地域計画・都市計画・景観デザインなどの総合的な環境デザイン構築、コミュニティ形成までに関わり、外壁や開口部、小さくは室内の家具、小物といった室内装飾に至る物作り全般までに関わる。しかし、通常は一定の敷地を単位にして捉えられる。
日本の建築関連の法令の一つである建築基準法では同法第2条13号により「建築物を新築し、増築し、改築し、又は移転することをいう」と定義されている。

### Architectureの訳語
建築は建築学#名称の変更にあるとおり、"Architecture"の訳語であるが明治初期には「造家」（ぞうか）という訳語が当てられ、明治時代の英和辞典で「建築の術なり」と解説されているのは"construction"であり、「建設」の意味で使用されていたようであるがただし建築という言葉自体はすでに存在しており、北海道開拓使では「建築」を今日の"Architecture"の意味で使用していた。造家学会（現社団法人日本建築学会）の機関誌は「建築雑誌」（1887年創刊）であった。
伊東忠太は、1894年（明治27年）の論文において、工学ではなく総合芸術としての属性を表す語として「建築」という訳語がふさわしいと主張した。伊東の提案により、造家学会は建築学会と改称（1897年）、東京帝国大学工科大学造家学科は建築学科に改称した（1898年）。

## 建築計画
住宅、事務所、店舗、公共施設などの建物の用途や、利用者、立地条件などから求められる機能を満たし、換気や採光、音響、及び動線や避難経路などを考慮した上で、法律や条例に則り、建物のレイアウトや間取りを決定してゆく。

## 建築設計
建築計画にて設定されたアウトラインに従い、建築物の形状・材質を決定していく。意匠、構造、設備、積算が専門分化している。

### 建築意匠設計
建築における意匠設計とは、建築物の形状・材質を、主として芸術的観点から決定していく分野であり、構造・設備などにおいて求められる機能を考慮した上で、全体の構成・形状の方針決定を主導し、建築物が社会や施主から求められた美観と機能を兼ね備えるべく設計を行い、設計図書（建築図面）を作成する。
近年では建築意匠を完成後に完成写真という形で保存する傾向もある。

### 建築構造設計
建築構造設計とは、基礎伏図、構造計算書その他の建築物の構造に関する設計図書で、国土交通省令で定めるものの設計をいう。建築物が自重、積載荷重、地震、風、積雪、その他の外力によって倒壊することの無いよう、設計を行う分野。意匠担当者と協同の上で、設計物件が構造上必要な耐力を備えるよう構造計画を立てたり、実際に構造計算を行い検証する立場であるが、超高層ビルや体育館など大規模な空間を要する建築物や、複雑な形状の建築物においては、全体の設計に支配的となることもある。

### 建築設備設計
設備設計とは、建築設備(建築基準法第2条第三号に規定する建築設備)の各階平面図、および構造詳詳細その他の設計図書で、設計を行うことをいう。建築法規と建築環境工学、空気調和工学等に基づき電気、空調、換気、衛生、通信、排煙設備などの配置、バリアフリーを考慮した昇降設備の仕様など、建築設備に関する事項の計画と設計を実施し決定する。

### 建築防災設計
建築物の利用者の安全を確保するための防災計画、避難計画を行う分野。特に建築基準法上の避難規定や消防法等との関係が大きい。

### 建築積算設計
設計業務段階で工事予算金額を把握するため、過去のデータを基にまずは概算金額を出すが、概算金額を基に、設計条件の設定や収益計算などを行う。実施設計が完了するまではその建物についての精度の高い工事金額がつかめない等のために概算で算出する場合が多い。精度の高い工事予算書を作成するためには実施設計が完了した時点で積算を行う。このために 工事を発注する場合はこの作業にかかる時間(日数)を考慮して工事の入札·発注日を決めておく必要がある。
概算予算の出し方は、同種、同様の過去の実績データと実勢単価の変動を考慮して、建物の坪単価を利用して計算することが多い。ただし、特殊な機器、設備、家具等は専門業者に見積もりを依頼するとより正確になる。これに対して、実施設計をもとに厳密に所要数量を拾い、現場経費(現場運営費、人件費、保険等も含)まで計算した工事予算を積算設計し算出することを精算ともいい、入札や見積り提出時の基準となる。この時拾い出した数量は実行予算の作成や下請け業者との契約の資料にもなる。
また、同様の工事の過去のデータ、標準的工法、地下の有無、地質条件等を基に工期を決定するが、設計段階や積算段階では全体の調整が行いやすく短時間で作成可能な棒線工程表を用いる場合が多い。

## 契約・施工

### 契約
建設業者に見積りを依頼し、施主と業者の双方で概要を確認した上で請負契約を交わし、その後、施工にかかることが一般的である。設計図書を元に複数の建設業者に見積（見積もり）を依頼して、業者選定を行うことが一般的であるが、信頼できる建設業者1社に直接依頼することも行われる。

### 監理
施主になり代わり、施工が設計図書通りに行われているかどうかを工事現場で監督する業務を監理（工事監理）といい、通常は設計者（建築士）が担当する。設計図通りの施工が進んでいるかチェック、図面だけでは伝わらない内容の伝達、建築主の代理となって、工事現場との打合せや指示、建築主への報告など。（建築士法第2条、建築基準法第5条の4第2項参照）

### 管理
建設現場の施工計画を立て、適正な施工をチェックする（現場管理）。施工会社の現場代理人（現場監督）のことを指す。通常は建築士、建築施工管理技士の役割である。工程や施工順序の検討、大工などの職人の手配、材料管理、原価管理、作業員と周辺住民等の安全管理など。

### 施工
現場事務所、仮設水道や電気の設置から重機が必要であればその搬入、基礎工事、躯体工事、仕上げ工事と作業員による施工が行われる。資材搬入、楊重、仮置きや現場内の移動運搬をした上で工事が進められる。

### 分離発注
従来行われてきた一括請負契約と異なり、建築構造（躯体）と建築設備（電気、空調、衛生設備）などを区分ごとに分割して複数の業者に発注することを分離発注と呼ぶ。
一括発注に比べ建設費の低減や質の向上といった利点がうたわれ、官公庁の発注する建築物や比較的大規模な建物では一般的になっている。しかし中小規模の建物では、これまでの日本の建設現場の慣習と相容れない部分もあり、うまく活用しなければ必ずしも利点ばかりではないため、施工業者の選定時に施工業者・設計者と相談すべきである。
一般住宅では、施主が施工業者に材料を支給する「施主支給」システムも徐々に浸透してきている。

## 建築のライフサイクル
1. 企画・設計
2. 建設
3. 運用管理・維持保全
4. 廃棄処分

（1及び2がイニシャル）
ライフサイクルコスト・環境負荷を考えた際、最大のものは期間の長い「3」の「運用管理・維持保全」である。
省エネ機器導入は運用費用が「安くなる」ため、「3」の数値向上はアピールしやすい。しかし「4」は施主にとって費用負担のメリットが薄く、適正廃棄のインセンティブに欠ける。

## 建築に関する賞
建築に関する賞には、建てられた建築物に対して贈られる賞と建築物を創作した建築家、団体に贈られる賞がある。

### 建築家・建築設計者・建築物に与えられる賞
- 日本建築学会賞（日本建築学会）
  - 日本建築学会作品選集新人賞（日本建築学会）
  - 日本建築学会作品選奨（日本建築学会）
- 日本建築大賞（日本建築家協会）
  - JIA新人賞(日本建築家協会)
  - JIA東海住宅建築賞（日本建築家協会東海支部）
- 村野藤吾賞（村野藤吾記念会）
- 吉田五十八賞（吉田五十八記念芸術振興財団）
- アーガー・ハーン建築賞(Aga Khan Trust for Culture)
- 吉岡賞（吉岡文庫育英会）
- 公共建築賞（公共建築協会）
- アルカシア建築作品賞（アジア建築家評議会. Architects Regional Council Asia）
- BCS賞（日本建設業連合会　Building Contractors Society）
- SDレビュー（鹿島出版会）
- 赤レンガ建築賞（北海道）
- 東京建築士会住宅建築賞（東京建築士会）
- AACA賞・芦原義信賞（日本建築美術工芸協会）
- 銀の定規賞

### 建築構造家・建築物に与えられる賞
- JSCA賞（日本建築構造技術者協会)
- 構造デザイン賞（日本構造家倶楽部）

### 建築家・団体に与えられる賞
- 日本建築学会賞（日本建築学会）
- AIAゴールドメダル（AIA Gold Medal）（アメリカ建築家協会（American Institute of Architects））
- プリツカー賞（Pritzker Architecture Prize, プリツカー建築賞）（ハイアット財団（Hyatt Foundation））
- RIBAゴールドメダル（Royal Gold Medal）（王立英国建築家協会（Royal Institute of British Architects））
- スターリング賞（王立英国建築家協会）
- リーフ賞（ヨーロッパ主要建築家フォーラム（Leading European Architects Forum、LEAF）
- ウルフ賞芸術部門建築分野（ウルフ財団)
- UIAゴールドメダル（国際建築家連合）
- 日本芸術院賞#建築（日本芸術院）
- 高松宮殿下記念世界文化賞（Praemium Imperiale）建築部門（日本美術協会（Japan Art Association））